# Matthias Akeo Nowak
Matthias Akeo Nowak est un musicien de jazz allemand originaire de Berlin. Il joue de la contrebasse et de la guitare basse.

## Carrière
Né le 19 mai 1976 à Berlin, il étudie la musique orchestrale et le jazz au conservatoire de musique de Mannheim et au Queens College de New York.
Très jeune il participe à de nombreux concerts en dehors d'Allemagne avec le German Philharmonics et l' Austrian Philarmonics. Il découvre une passion pour le jazz alors qu'il est bassiste pour le projet jazz-hip-hop "Next Generation" de Gunter Hampel.
Il a participé à des master classes avec Charlie Haden, Drew Gress et Eric Harland. 
En tant que membre de la Junge Deutsche Philharmonie, de l'Ensemble 01 Klangwerk et de la Junge Österreichische Philharmonie, il a joué en Allemagne et à l'étranger. Gunter Hampel l'a fait entrer dans sa "Next Generation" en tant que bassiste. 
De 1999 à 2017, il joue dans le groupe Triosence, avec lequel il remporte le concours Jugend jazzt en 2001 et enregistre plusieurs albums. En 2017 il quitte le groupe et est remplacé par Omar Rodriguez Calvo.
En 2008, il reçoit une bourse d'études par le Deutscher Akademischer Austauschdienst, ce qui lui permet de prolonger ses études d'un an aux États-Unis.
En 2010 il fonde son propre groupe Koi Trio. 
Il fait partie de la scène jazz de Cologne, a travaillé avec des musiciens tels que John Ruocco, Jürgen Friedrich, Dejan Terzic, Rudi Mahall, Christopher Dell, Peter Ehwald et Oliver Leicht, et a joué avec Paragon, le quatuor du saxophoniste belge Daniel Daemen, Eva Mayerhofer, Laia Genc, Angelika Niescier, Martin Schulte, Stefan Schultzes Large Ensemble, Tobias Christls Wildern. 
Des tournées de concerts l'ont mené en Albanie, en France (au Tremplin Jazz d'Avignon), au Luxembourg, en Angleterre, en Italie, aux Etats-Unis, au Mexique (EuroJazz Festival de Mexico), en Inde (festival Jazz Ustav de New Delhi). Il s'est produit dans des festivals internationaux tels que le Festival de Jazz de Willisau. On peut également l'entendre sur les albums de Johannes Repka, Caroline Thon, Tobias Hoffmann et Lars Duppler. 
Matthias Akeo Nowak vît actuellement à Cologne, où il participe activement à la scène jazz locale.

## Discographie
- 2002 Triosence First Enchantment (Mons Records, avec Bernhard Schüler, Stephan Emig)
- 2005 Triosence : Away for Awhile (Mons Records) CD et vinyle
- 2008 Triosence : When You Come Home (Sony BMG)
- 2010 Triosence : Where Time Stands Still (Sony BMG)
- 2010 Triosence : When Christmas Comes Around (single) (Sony BMG)
- 2012 Koi Trio : Koi Trio, Personality Records, avec Riaz Khabirpour, Oliver Rehmann)[1],[2]
- 2013 Triosence : Turning Points (Sony BMG)
- 2014 Triosence : One Summer Night (live) (Mons Records) CD et vinyle
- 2014 Koi Trio : feat. Sebastian Gille/Rainer Böhm Light Blue (Float Music, avec Riaz Khabirpour, Oliver Rehmann)[3]